# Betonpomp

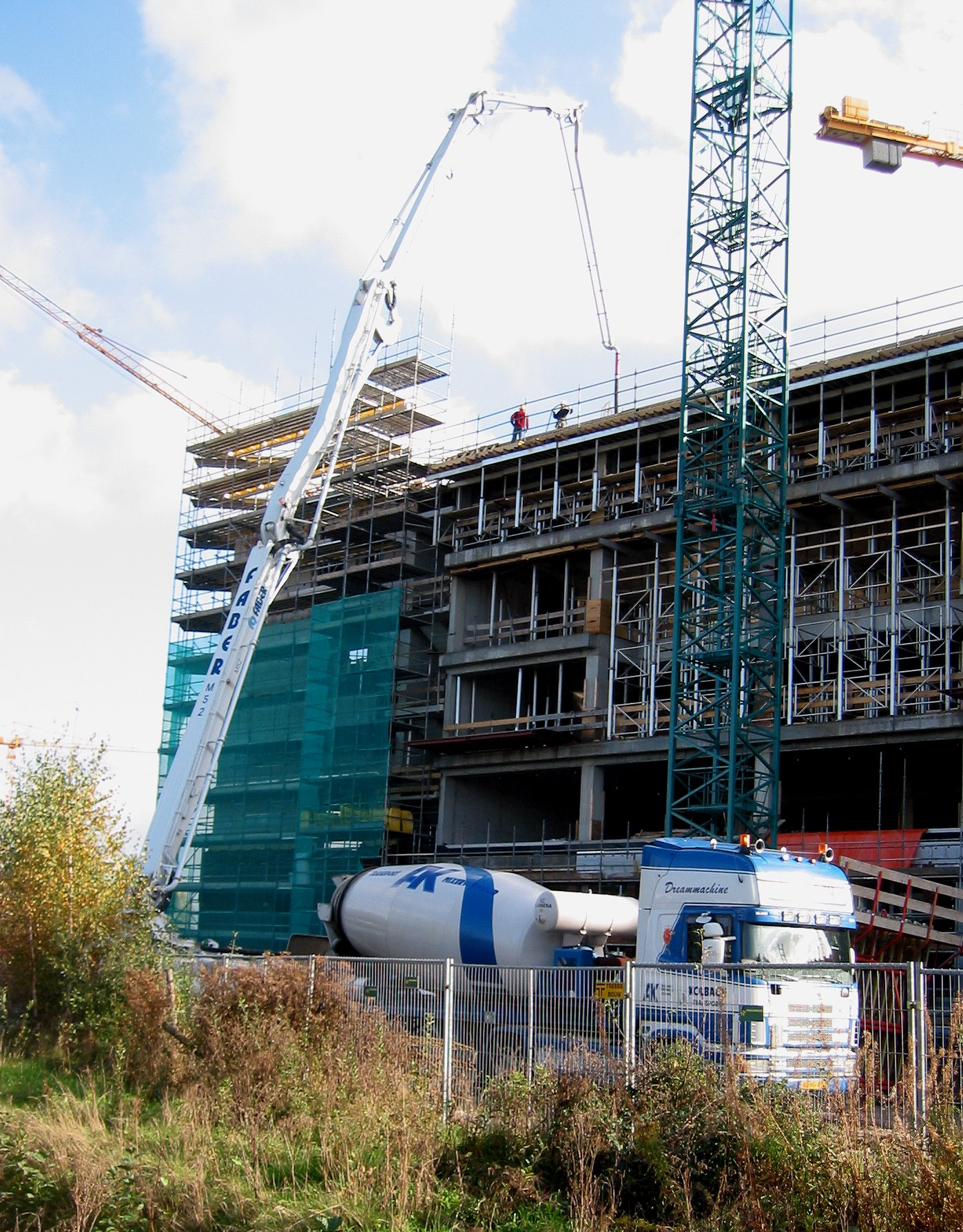
Zelfrijdende betonpomp en betonmolen.

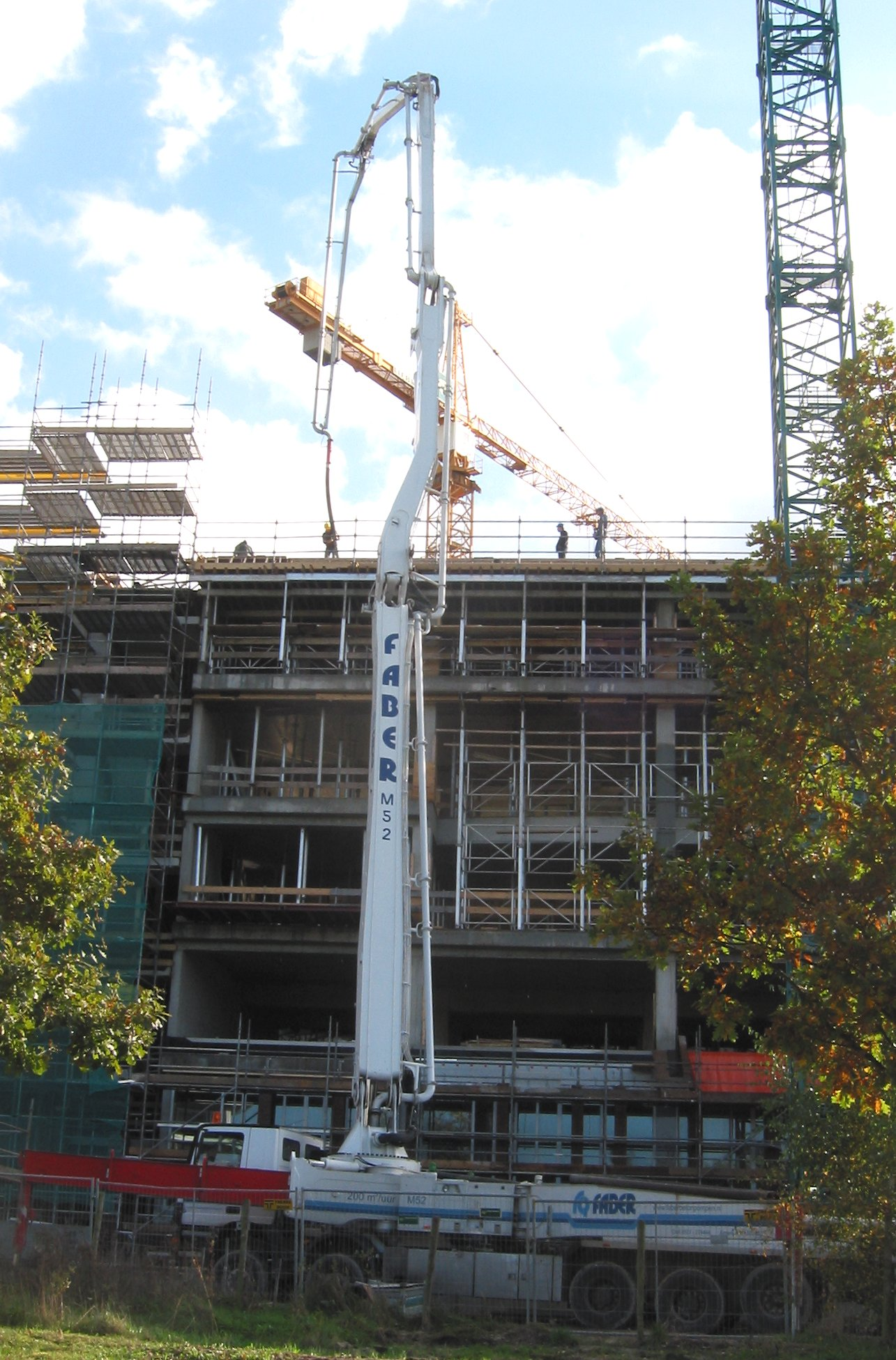
Zelfrijdende betonpomp

Een betonpomp wordt gebruikt voor het verpompen van beton. De pomp kan alleen staan of gemonteerd zijn op een vrachtauto. Een zelfrijdende betonpomp wordt onder andere gebruikt bij de bouw van gebouwen, bruggen en stuwdammen. 

## Geschiedenis
De Duitse ingenieurs Max Giese en Fritz Hell kwamen in 1927 op het idee om beton direct van de menginstallatie naar de bouwplaats te pompen. Aan het toenmalige beton werd voor het verpompen minder water toegevoegd, waardoor het tegelijk sterker werd. Er kon 38 m hoog en 120 m ver worden gepompt.

## Moderne werkwijze
Beton met een korrelgrootte tot 63 mm kan verpompt worden. De zelfrijdende betonpomp bestaat uit een vrachtwagenchassis, een pompsysteem en een verdeelmast. Anno 2015 heeft de grootste betonpomp ter wereld een verticaal bereik van 101 meter. Met behulp van een vaste standpijp in het gebouw is tot nu toe een maximale pomphoogte van 675m bereikt tijdens de bouw van de Burj Khalifa in Dubai. Hoe hoog beton verpompt kan worden hangt af van de maximale druk die de betonpomp kan leveren en de samenstelling van het beton. Horizontaal zijn afstanden tot drie kilometer bereikt. Het verpompen van beton over lange afstanden is niet eenvoudig en vereist uitgebreide voorbereiding en vakkundige medewerkers.

## Pompen

### Zuigerpompen
Zuigerpompen worden sinds de jaren twintig van de twintigste eeuw gebruikt voor het verpompen van beton. Anno 2015 worden overwegend dubbelzuigerpompen gebruikt, die aangedreven worden door elektro- en dieselmotoren. De twee zuigers zijn door een aandrijfcilinder hydraulisch met elkaar verbonden en werken tegen elkaar in.
De pomp bestaat uit een:
- hydraulische aandrijfcilinder
- perscilinder met perszuiger
- daartussen geschakelde waterbak
- aanvoertrechter met roerinstallatie
- wisselbuis
- hevel
- omschakelcilinder voor de wisselbuis.

#### Werking
De achteruitlopende perszuiger van een perscilinder vormt een onderdruk, waardoor het beton uit de stortbak in de cilinder gezogen wordt. Tegelijkertijd drukt de vooruitlopende perszuiger de inhoud van de andere perscilinder door de wisselbuis in de persleiding. Aan het eind van de slag keert de pomp om, dat wil zeggen de wisselbuis schuift voor de andere gevulde perscilinder en de perszuigers keren hun bewegingsrichting om.
Voor het schoonmaken van de pomp of om verstoppingen te verwijderen kan elke machine ook terugpompen. Door een hydraulisch bediend ventiel wordt de werking van de perszuigers omgekeerd, terwijl de wisselbuis op zijn plaats blijft en pas wanneer de omschakelingscilinder zijn onderste punt bereikt, wordt de wisselbuis in de tegenoverliggende schakelstand bewogen.
Belangrijke prestatie-eigenschappen zijn:
- persdruk
- machinegewicht
- prijs
- complexiteit van het systeem.

Met een zuigerpomp wordt een persdruk van 250 bar bereikt en kan tot 200 m³ beton per uur worden verpompt.

### Rotorpompen

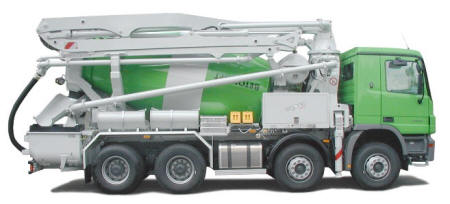
Zelfrijdende betonmolen met verdeelmast

De rotorpomp is een eenvoudige, compacte en geluidsarme slangenpomp die zonder een speciale betonschuif werkt. Het beton wordt door de in het rotorhuis ronddraaiende rollen in de persslang geperst. Daarmee is de rotorpomp het enige systeem dat bij een goede afstelling een geheel dicht perssysteem heeft. De rotorpomp wordt hoofdzakelijk bij zelfrijdende betonmolens toegepast.

#### Werking
In het rotorhuis wordt door een vacuümpomp voortdurend een onderdruk in stand gehouden. Door de hogere, atmosferische luchtdruk op het betonoppervlak in de mengtrommel en het eigen gewicht van het beton wordt de persslang direct achter de drukrollen geheel met beton gevuld. In het rotorhuis wordt de persslang door het voortdurend afrollen van twee drukrollen, die onder een hoek van 180° staan, in elkaar gedrukt. De voor de drukrollen zittende beton wordt hierdoor gelijkmatig in de persleiding gedrukt. Achter de drukrollen gaat de slang door de onderdruk in het rotorhuis weer uit elkaar en zorgt hierdoor voor een aanzuigende werking op de aanvoerbak. Voor het terugpompen wordt de draairichting van de rotor omgekeerd, waardoor de rotor het beton uit de persleiding zuigt en terugpompt in de aanvoerbak.
De rotor wordt aangedreven door een hydromotor waarbij de aanvoerhoeveelheid traploos geregeld wordt. In de aanvoerbak blijft praktisch geen beton achter.
Naast beton kan de pomp ook water en fijnmortel verwerken.
De pomp kan een druk van 30 bar bereiken en tot 80 m³ beton per uur verpompen.

## Betonschuifsystemen
Het hart van het mechanische deel van een betonpomp is het betonschuifsysteem (wisselbuis) met de verschillende uitvoeringen: vlakke schuif, wigvormige schuif, knievormige schuif, flapper, zwenkbuis, S-buis, slurf, rokvormige schuif, Delta-schuifbuis en CS-schuifbuis.
De schuifbuis geeft de laagste wrijvingsweerstand en is door het kleine afdichtingsoppervlak in vergelijking met de andere schuifsystemen gemakkelijk af te dichten. De afdichting met de perscilinders en de pompuitgang is technisch beter uit te voeren en geeft een praktisch complete afdichting. Een goede afdichting is noodzakelijk door het werken met hoge drukken. Tevens kan met dit schuifsysteem ook water verpompt worden wat het schoonmaken vergemakkelijkt.

## Betonverdeelmast
Eigenschappen van een betonverdeelmast zijn:
- Uitvouwhoogte; maximale hoogte is meer dan 62 m.
- Reikwijdte
- Wijze van inklappen
- Aantal deelstukken waaruit de arm is opgebouwd
- Steunbreedte van de betonmolen tijdens het pompen
- Minimale uitvouwhoogte
- Minstens 365° draaibereik
- Doorsnede standaardpersleiding is 125 mm of 100 mm
- Oliedruk is ongeveer 350 bar
- Sturing werkt met 24 volt gelijkstroom

Met opgevouwen verdeel mast mag de maximale hoogte van de zelfrijdende betonpomp niet meer dan 4 m zijn en de maximale breedte 2,50 m.

### Bouw en werking
De delen van de mast zijn met hydraulisch werkende knikverbindingen met elkaar verbonden. De persleidingen bestaan uit rechte en gebogen buizen. Standaardkoppelingen tussen de buizen zijn zowel scharnieren als verbindingsstukken. Het scharnier aan het eind van de mast werkt als valrem, waardoor er minder slijtage optreedt in de eindslang. De maximaal 4 m lange eindslang is verstevigd met een staalkoordwapening waardoor de slang een druk tot 85 bar kan weerstaan.
De zelfrijdende betonmolen heeft steunpoten met hydraulische cilinders of hydromotoren, die voor de stabiliteit van de machine tijdens het pompen zorgen.
Alle mastcilinders zijn voorzien van overdrukventielen om overbelasting te voorkomen als bijvoorbeeld een hydraulische leiding stuk gaat.

### Opvouwen van de mast
Er zijn vier verschillende manieren van opvouwen:
- Z - opvouwing
- Bovenover - rolvouwing
- Onderover - rolvouwing
- Multi - Z - vouwing

## Ondersteuning

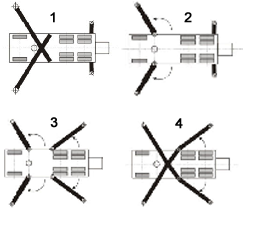
Verschillende manieren van ondersteunen

De volgende manieren van ondersteuning worden gebruikt:
1. Diagonaalondersteuning voor, achter uitschuifbaar
2. Draaiondersteuning voor, achter uitschuifbaar
3. Draaiondersteuning voor en achter
4. Diagonaalondersteuning voor, draaiondersteuning achter
5. Bogenondersteuning voor, draaiondersteuning achter (geen afbeelding)
6. Smalondersteuning / OSS (One Side Support) (geen afbeelding).

Bij de smalondersteuning blijven de steunpoten aan een kant gedeeltelijk ingeklapt. De mast kan hierbij niet verder dan 120-180° draaien.